# Ken-Shin-Kan
Ken-Shin-Kan (健心館 la escuela del espíritu fuerte?) Es una escuela de karate del estilo Gōjū-ryū, fundada por Seiichi Akamine. Esta escuela tiene sus orígenes como "shikan ryu" en Brasil y luego hacia Chile, Uruguay, Estados Unidos, Argentina, Paraguay, Honduras, España, y Australia.

## Fundador
Seiichi Akamine nació el 14 de mayo de 1920 en Okinawa Comenzó a aprender las artes marciales a muy temprana edad, bajo la tutoría de su abuelo. Aunque la familia Akamine era descendiente directa de samuráis, el Sensei Akamine fue el único de los hermanos que se entrenó en las artes marciales. comienza su entrenamiento formal, bajo la tutela de Chomo Hanashiro, Yabu Kentsū, y Chōtoku Kyan. Akamine practicó Shuri-te hasta conocer a Chōjun Miyagi lo que hizo que se consagrara al estilo Gōjū-ryū.
En el Gōjū-ryū, Akamine fue muy influenciado por Sekō Higa (Mano derecha de Miyagi y discípulo de Higaonna Sensei además de Kanki Izumikawa uno de los alumnos más antiguos de Higa y un gran amigo de sensei Akamine).  A los 16 años recibió el grado de 1.er Dan; a los 18 años el de 2º Dan y a los 22 años fue honrado con el 4º Dan, de manos de su maestro, Seiko Higa.
Sin embargo, la búsqueda del Sensei Akamine no se detuvo allí. Con el mismo entusiasmo, comenzó a observar otros estilos, tales como:  Kobudō, Kenjutsu, Judo, Uechi-ryū (de donde incorporó la kata kansha), Gensei-ryū, y Bugeikan Okinawa-te, así como también medicina tradicional japonesa shiatsu, do-in, y kuatsu.
Akamine se muda a Japón para estudiar en la universidad y abrió su primer dojo, el cual llamó Shikan-Kan, ya que su apodo era “Shikan” Akamine.
En 1950, Akamine se unió a otros maestros para iniciar un show de karate en la TV japonesa: Hidetaka Nishiyama representó al Shōtōkan-ryū (Japan Karate Association), Ryusho Sakagami al Shito-ryū, Yasuhiro Konishi la Ryobu-Kai, H. Kenjo la Kenshu-Kai, Seiken Shukumine su Gensei-ryū/Taidō-Kyōkai, y Kanki Izumikawa junato a Akamine representaron el Gōjū-ryū. 
En 1957, Akamine se muda a Brasil, siendo el karateca de más alto grado viviendo en Sudamérica  (8.º dan de la Dai Nippon Butoku Kai) y el primer maestro del estilo Gōjū-ryū en Sudamérica.
El fundó la asociación brasilera de artes marciales e influenció a muchos de los maestros del estilo Gōjū-ryū que hasta nuestros días aun practican goju ryu y kobudo en Brasil. en el año 1968 se retira de la asociación y funda la Ken-Shin-Kan.
Akamine Falleció el año 1995 en Brasil.

## Características técnicas
En primer lugar, es necesario establecer ciertas diferencias entre el estilo Goju tradicional y el estilo Goju Ken-Shin-Kan creado por el maestro Akamine:
El Goju-ryu tradicional, busca adquirir la maestría en la dualidad de lo duro y lo suave. El Goju-ryu del Ken-Shin-Kan, mantiene el concepto de la combinación armónica de los opuestos, pero lo orienta en un sentido distinto:
El «Go», representa la dureza y la fortaleza, que originalmente fueron inspiradas en las propiedades del oso. Y el «Ju», representa la blandura y la suavidad, basada en las propiedades de la grulla. El «Ken», representa la fortaleza y la agilidad, propias del tigre. Y el «Shin», la velocidad, la vista y la inteligencia, propias del águila.
Por lo anteriormente establecido, se puede entender, que al cambiar la naturaleza de los animales que inspiraron originalmente al estilo Goju, los entrenamientos de la escuela Ken-Shin-Kan, variaron notablemente con respecto a los antiguos:
En Okinawa se practicaban muchos ejercicios para desarrollar la fuerza y la dureza del cuerpo. Para ello, se usaban algunos accesorios, tales como argollas ovaladas de hierro, sandalias de hierro, y un bastón con peso en un extremo.
Por su parte, el maestro Akamine, en sus entrenamientos, daba énfasis al fortalecimiento de las piernas, ejecutando todo tipo de saltos en cuclillas y patadas voladoras. Y para el fortalecimiento de los brazos, ejecutaba los Katas con tensión controlada, y ejercicios con armas del Kobudo, más pesadas que las normales.
El Goju tradicional, utiliza un 70% de técnicas con los brazos y las manos, y éstas constituyen las armas más poderosas de este estilo. Las técnicas de patadas constituyen solamente un 30% y tienen muy pocas variaciones. Además, se usan con menos frecuencia y siempre van dirigidas a las zonas bajas del cuerpo. El Goju Ken-Shin-Kan, utiliza un 50% de técnicas de manos y un 50% de técnicas de piernas. En el trabajo de brazos, se insiste especialmente en la velocidad y en la terminación correcta de los golpes y bloqueos. Y en el trabajo de piernas, se utilizan combinaciones de patadas, que a menudo llegan hasta tres seguidas, lo cual es muy inusual dentro del estilo Goju. También, se utilizan patadas voladoras en todas las direcciones.
Tanto el concepto «Go» como «Ken», están representados por el Kata Sanchin. Esta forma tiene como objetivo, limpiar los tres centros fundamentales del organismo, tales como: el cerebro, el corazón y el estómago. Al mismo tiempo, fortalece todos los músculos y tendones del cuerpo y enseña a respirar en tres etapas, lo cual es considerado como la respiración completa. Por otra parte, los conceptos «Ju» y «Shin» están representados por el Kata Tensho. Esta forma, compuesta por movimientos circulares, que imitan el batir de las alas de las aves, enseña a respirar en forma suave y rítmica. Ambas formas tienen la misma estructura y, además, ambas desarrollan y despiertan la energía interna, denominada «Ki». Se cree que el Kata Sanchin es de origen taoísta y que data del 2000 a. C. Por el contrario, se dice que el Kata Tensho es de origen reciente y que fue creado por el maestro Chojun Miyagi (1888-1953). Y que, se habría basado en el kata chino, Hakutsuru (la grulla blanca).
El maestro Akamine, decía que, el «Espíritu Fuerte» (Ken-Shin), también podía definirse como «Coraje», y que éste era un elemento esencial para llegar a ser un auténtico artista marcial. También decía, que aunque nos desarrolláramos muy bien físicamente y aunque alcanzáramos un notable nivel técnico, ello no sería suficiente para enfrentar a un adversario que hubiese superado el miedo. De modo que, «el espíritu debía ser el guerrero».
Para sintetizar el espíritu del Ken-Shin-Kan, el maestro Akamine, afirmaba lo siguiente:

Un artista marcial debe poseer cuatro aspectos esenciales:
1. Vista
2. Piernas
3. Coraje
4. Fuerza

Maestro Akamine

Una vez adquirida esta preparación física y psicológica, un alumno podía estar en condiciones de alcanzar el nivel del cinturón negro en esta escuela.

## Katas
| Kihon Kata     | Katas Kyu                  | Katas Danes            |
| -------------- | -------------------------- | ---------------------- |
| Uke godan      | Gekissai shodan (dai ichi) | Tensho                 |
| Tekatana godan | Gekissai nidan (dai ni)    | Seionchin              |
| Teisho godan   | Kancha                     | Seipai                 |
| Empi godan     | Saifa                      | Ryufa                  |
| Tsuki godan    | Shisooshin                 | Seisan                 |
|                | Sanseru                    | Kururunfa              |
|                | Sanchin                    | Suparimpei             |
|                |                            | Ken-Shin-ryu (Kusanku) |